# 위험한 유혹 - 추억이 떠나면 외로움만 남는다
"위험한 유혹 - 추억이 떠나면 외로움만 남는다"는 2014년에 개봉한 대한민국의 영화이다.

## 캐스팅
- 추선 : 소연 역
- 한창현 : 남자 역
- 정종우 : 주희 애인 역
- 문이현 : 제자 역
- 류은정 : 여중생 역
- 고수현 : 손님 역